# John Barr
John Evans "Johnny" Barr (Shamokin, Pensilvania, 8 de agosto de 1918-1 de julio de 2002) fue un jugador de baloncesto estadounidense que disputó una temporada en la BAA, además de jugar en la ABL y la EBA. Con 1,91 metros de estatura, jugaba en la posición de alero.

## Trayectoria deportiva

### Universidad
Jugó durante su etapa universitaria con los Nittany Lions de la Universidad Estatal de Pensilvania, convirtiéndose junto con Herschel Baltimore en los primeros jugadores salidos de dicha institución en jugar en la BAA o la NBA.

### Profesional
Comenzó su carrera profesional en los Wilmington Bombers de la ABL en 1945, con los que únicamente disputó 3 partidos en los que promedió 1,7 puntos. En 1946 fichó por los St. Louis Bombers de la BAA, donde jugó una temporada, en la que promedió 5,1 puntos por partido.
Al año siguiente fichó por los Wilkes-Barre Barons de la ABL, donde jugó una temporada en la que promedió 3,0 puntos por partido, logrando el título de campeones de liga. Acabó su carrera jugando un año con los Sunbury Mercuries de la EBA, donde promedió 9,4 puntos por partido.

#### Estadísticas en la BAA

##### Temporada regular
| Temporada | Edad | Equipo            | Liga | Pos. | P  | TIT | MIN | TC  | TCA | %TC  | 3P | 3PA | %3P | TL  | TLA | %TL  | R.OF. | R.DEF. | REB | ASIS | ROB | TAP | PER | FP  | PTS |
| 1946-47   | 28   | St. Louis Bombers | BAA  |      | 58 |     |     | 2.1 | 7.6 | .283 |    |     |     | 0.8 | 1.4 | .595 |       |        |     | 0.9  |     |     |     | 2.8 | 5.1 |
| Total     |      |                   | BAA  |      | 58 |     |     | 2.1 | 7.6 | .283 |    |     |     | 0.8 | 1.4 | .595 |       |        |     | 0.9  |     |     |     | 2.8 | 5.1 |